# Je ne suis plus là
Pour plus de détails, voir Fiche technique et Distribution.
Je ne suis plus là (Ya no estoy aquí) est un film mexicain réalisé par Fernando Frías de la Parra sorti en 2019.

## Synopsis
Le film relate l'histoire d'un adolescent nommé Ulisses, issu des quartiers populaires de Monterrey, et de sa passion pour la "kolombia", une danse atypique basée sur de la cumbia au rythme ralenti.

## Fiche technique
- Titre français : Je ne suis plus là
- Titre original : Ya no estoy aquí
- Réalisation : Fernando Frias
- Scénario : Fernando Frias
- Photographie :
- Montage :
- Décors :
- Musiques :
- Production :
- Société de production : Panorama Global, PPW Films
- Pays de production :   Mexique,  États-Unis
- Format : Couleurs
- Genre : Drame
- Durée : 112 minutes
- Dates de sortie : 
  - États-Unis : 13 juillet 2019 (Cine Festival)
  - Mexique : 20 octobre 2019 (Festival international du film de Morelia)[1]
  - France : 27 mai 2020 (sur internet).

## Distribution
- Juan Daniel García Treviño : Ulises Sampiero
- Xueming Angelina Chen : Lin

## Récompense
Le film est récompensé au Festival international du film de Morelia en 2019 de l’Ojo du meilleur long-métrage mexicain